# Kiltartan Cave (Coole)
Das Fauna-Flora-Habitat-Gebiet Kiltartan Cave (Coole) ist ein besonderes Schutzgebiet (Special Area of Conservation, SAC). Es liegt nördlich der Ortschaft Coole (irisch An Chúil) im County Galway im Westen Irlands. 
Das etwa 88 m² große Schutzgebiet umfasst lediglich eine einzelne, ca. 800 m lange Karsthöhle, die Kiltartan Cave (irisch Uaimh Chill Tartan), deren Eingang unter einem Baum auf einer landwirtschaftlich genutzten Grünlandfläche liegt. Die Höhle weist charakteristische Strukturen, wie Sinterbecken und Tropfsteine, auf. Die Höhle ist Lebensstätte der Kleinen Hufeisennase (Rhinolophus hipposideros) und der Fransenfledermaus (Myotis natteri).
Kiltartan Cave (Coole) SAC ist das kleinste der irischen FFH-Gebiete, wobei die unterirdische Ausdehnung in der Flächenangabe nicht berücksichtigt wurde.

## Schutzzweck
Folgende Lebensraumtypen nach Anhang I der FFH-Richtlinie sind für das Gebiet gemeldet:
| EU Code | * | Lebensraumtyp (offizielle Bezeichnung) | Fläche [ha] |
| ------- | - | -------------------------------------- | ----------- |
| 8310    |   | Nicht touristisch erschlossene Höhlen  | 0,01        |